# Augulaspis incerta
Augulaspis incerta är en insektsart som beskrevs av Abraham Munting 1968. Augulaspis incerta ingår i släktet Augulaspis och familjen pansarsköldlöss. Inga underarter finns listade i Catalogue of Life.